# 우다야 1세
우다야 1세(Udaya I, 840년 ~ 912년)는 10세기 시대 아누라다푸라 왕국의 람바카나 제2왕조 제15대 군주였다.

## 같이 보기
- 스리랑카의 역사